# Рено Верле
Рено Верле (на френски: Renaud Verley) е френски актьор. 

## Биография
Роден е на 9 ноември 1945 г. в град Лил, Франция. Той е брат на комедийния актьор Бернар Верле.  Екранният му дебют е през 1965 година, във филма „Механичните пиана“ (Les pianos mécaniques) с участието на Мелина Меркури. Успехът го застига след изпълнението на главната роля във филма „Особен урок“ (La leçon particulière) през 1968 г., където си партнира с Натали Делон. Следват още няколко успешни филма - „Пътищата на Катманду“ (Les Chemins de Katmandou), „Залезът на боговете“ (La caduta degli dei) на Лукино Висконти и други. През 1980-те кариерата му запада и след 1984 г. се появява в редки случаи, предимно в телевизионни епизоди.

## Избрана филмография
| година | филм                 | оригинално заглавие      | роля               | режисьор        |
| ------ | -------------------- | ------------------------ | ------------------ | --------------- |
| 1968   | Особен урок          | La leçon particulière    | Оливие Фермонд     | Мишел Боарон    |
| 1969   | Пътищата на Катманду | Les Chemins de Katmandou | Оливер             | Андре Каят      |
| 1969   | Залезът на боговете  | La caduta degli dei      | Гюнтер фон Есенбек | Лукино Висконти |